# Yilmar Filigrana
Yilmar Alexis Filigrana Possu, ou apenas Yilmar Filigrana, (Padilla, 08 de novembro de 1990), é um futebolista colombiano que atua como atacante. Atualmente joga pelo Atlético Bucaramanga.

## Títulos
- Campeonato Paraguaio

Alianza Petrolera
- Primera B: 2012

Coritiba
- Campeonato Paranaense: 2017

## Prêmios Individuais
Deportes Quindío
- Artilheiro da Primera B: 2014